# Lyroglossa
Lyroglossa é um género botânico pertencente à família das orquídeas (Orchidaceae). Foi proposto por Friedrich Richard Rudolf Schlechter em Beihefte zum Botanischen Centralblatt 37(2): 448, em 1920, tipificado pela Lyroglossa grisebachii (Cogn.) Schltr., primeiro descrita como Spiranthes grisebachii Cogn., em 1895.  O nome do gênero vem do grego lyre, lira, e glossa, língua, em referência ao formato do labelo de suas flores.
A quantidade de espécies existentes é discutível, sendo provável tratar-se de apenas uma única espécie bastante variável, uma vez que ocorre am diversas áreas descontínuas da América Latina. Trata-se de erva terrestre que habita campos arenosos descobertos. No Brasil existe em diversos estados no nordeste, sudeste e centro-oeste até 1400 metros de altitude.
Este gênero distingüe-se dos outros desta subtribo devido à provável ausência de folhas, transformadas em brácteas ao longo da inflorescência, e pelo saliente labelo panduriforme coberto de espessas veias. Sua inflorescência forma espiga que comporta muitas flores distanciadas entre si.

## Espécies
1. Lyroglossa grisebachii (Cogn.) Schltr., Anexos Mem. Inst. Butantan, Secç. Bot. 1(2): 27 (1921).
2. Lyroglossa pubicaulis (L.O.Williams) Garay, Bot. Mus. Leafl. 28: 333 (1980 publ. 1982).